# Гелеменово
Гелеме́ново (болг. Гелеменово) — село в Пазарджицькій області Болгарії. Входить до складу общини Пазарджик.

## Населення
За даними перепису населення 2011 року у селі проживали 695 осіб.
Національний склад населення села:
| Національність   | Кількість осіб | Відсоток |
| ---------------- | -------------- | -------- |
| болгари          | 473            | 68,2%    |
| цигани           | 210            | 30,3%    |
| не визначились   | 6              | 0,9%     |
| Всього відповіли | 694            |          |

Розподіл населення за віком у 2011 році:
Динаміка населення: